# Йозеф Геббельс
Па́уль Йо́зеф Ге́ббельс (нім. Paul Joseph Goebbels; 28 жовтня 1897, Рейдт, Північний Рейн-Вестфалія, Німецька імперія — 1 травня 1945, Берлін, Третій Рейх) — німецький державний і політичний діяч, рейхсміністр народної освіти та пропаганди Німеччини (1933–1945), гауляйтер района Берліна, головний пропагандист Націонал-соціалістиної робітничої партії Німеччини, імперський керівник пропаганди НСДАП (з 1929), рейхсляйтер (1933), канцлер Третього Рейху (квітень-травень 1945), комісар оборони Берліна (квітень 1945). Один з найближчих та довірених осіб Адольфа Гітлера через навички ораторства та вірулентний антисемітизм.

## Біографія
Батько Геббельса був бухгалтером. Після закінчення бюргершуле й гімназії в Рейдті з 1917 до 1921 року, за фінансової підтримки «Товариства Альберта Магнуса», навчався в університетах Фрайбурга, Бонна, Вюрцбурґа, Кельна, Мюнхена й Гайдельберга, де вивчав філософію, германістику, історію й літературу.
1921 року в Гайдельберзькому університеті під керівництвом професора Фрідріха Гундольфа, історика літератури, Геббельс захистив дисертацію на тему: «Вільгельм фон Шютц як драматург. До питання про історію драми романтичної школи», — здобувши 21 квітня 1922 року науковий ступінь доктора філософії Гайдельберзького університету. (За іншим даними Геббельс захистив дисертацію під керівництвом барона М. фон Вальдберґа.)
Під час Першої світової війни визнаний непридатним до армійської служби через кульгавість
Під час і після Першої світової війни Геббельс неодноразово намагався виявити себе як літератор, але безуспішно: п'єсу «Мандрівник» (нім. «Der Wanderer») відкинув франкфуртський «Шаушпільгаус».
1922 року він вступив у НСДАП, долучившись спочатку до її лівого, соціалістичного крила, лідерами якого були в той час Ґрегор та Отто Штрассери.
Вступивши в партію, він запропонував «10 заповідей націонал-соціалізму»:
|  | 1. Твоя батьківщина — Німеччина. Люби її над усе й більше справою, ніж на словах. 2. Вороги Німеччини — твої вороги. Ненавидь їх усім серцем! 3. Кожен земляк, навіть найбідніший — це частина Німеччини. Люби його як себе самого! 4. Вимагай собі тільки обов'язків. Тоді Німеччина знайде справедливість! 5. Пишайся Німеччиною! Ти повинен пишатися батьківщиною, заради якої мільйони віддали свої життя. 6. Той, хто збезчестить Німеччину, збезчестить тебе й твоїх предків. Спрямуй свій кулак проти нього! 7. Щоразу бий негідника! Пам'ятай, якщо хтось забирає твої права, ти маєш право знищити його! 8. Не дай євреям обдурити себе. Будь напоготові з «Берлінер Тагесблятт»! 9. Роби, що треба, без сорому, коли йдеться про Нову Німеччину! 10. Вір у майбутнє. Тоді ти станеш переможцем! |

В 1924 році він перебрався в Рур і спробував себе в журналістиці — як редактор «Фьолькіше фрайгайт» («Народна воля») в Ельберфельді, потім у штрассерівській «НС-бриф». Він послав 48 статей в одну з найбільших газет Німеччини 20-х — «Берлінер тагесблятт», але їх усі відкинули редактори через антисемітський тон. Цьому періоду, що позначений полемікою між Штрассерами й Гітлером про ступінь соціалізму в націонал-соціалістичному русі, належить відоме Геббельсове висловлення:

| “Буржуа Адольфа Гітлера має бути виключено з Націонал-соціалістичної партії!”. |
Однак 1926 року його політичні симпатії різко змінилися на користь Гітлера. Геббельс багаторазово публічно висловлювався про Гітлера в найкращих тонах, у результаті чого в 1926 році Гітлер призначив Геббельса гауляйтером НСДАП у Берліні-Бранденбурзі.
У столиці повною мірою розкрилися ораторські здібности Геббельса. Його виступи збирають десятки тисяч людей у парку Люстґартен.
Гітлер призначив Геббельса рейхсляйтером НСДАП з питань пропаганди. В 1926 році він почав видавати газету «Анґріфф» («Der Angriff»). Газета мала великий успіх і в результаті стала поряд з «Народним оглядачем» одним з головних рупорів НСДАП.
В 1928 році Геббельса обрали депутатом рейхстагу від нацистської партії.
В 1929 році Гітлер призначив Геббельса Імперським керівником пропаганди нацистської партії.
В 1932 році він організовував і очолював виборчі кампанії Гітлера з висування на президентський пост.
Ставши канцлером, Гітлер 13 березня 1933 року призначив Геббельса рейхсміністром народної освіти й пропаганди.
У ході придушення липневої змови 1944 року Геббельс виявив велику активність, після чого Гітлер призначив його головним уповноваженим з мобілізації на «тотальну війну».
У своєму політичному заповіті Гітлер призначив Геббельса своїм спадкоємцем на пості канцлера, одначе на другий день після самогубства фюрера Геббельс і його дружина Магда покінчили з собою, попередньо отруївши своїх шістьох дітей (4–12-річного віку) ціанистим калієм.

## Антисемітизм та Голокост
За словами німецького історика Петера Лонгериха, Геббельс з раннього віку дотримувався антисемітських поглядів. Після вступу до НСДАП його антисемітизм прийняв радикальніші форми. Він сприймав євреїв як силу, що негативно впливає на німецьке суспільство.
Після приходу нацистів до влади, Геббельс закликав Гітлера вжити заходів щодо єврейського населення.
У 30-і рр. Геббельс продовжував антисемітську кампанію, кульмінацією якої став виступ Гітлера в Рейхстагу 30 січня 1939 року: 
«... якщо міжнародному фінансовому єврейству у Європі та поза нею знову вийде втравити народи у ще одну світову війну, наслідком буде не більшовизація землі та перемога єврейства, а знищення єврейської раси у Європі».
18 серпня 1941 року Геббельс на зустрічі з Гітлером наполягав на якомога скорішому вирішенні «єврейського питання». 5 вересня Геббельс зобов'язав берлінських євреїв носити жовту зірку. 18 жовтня розпочалася депортація євреїв. Після прибуття у такі міста як Рига, Каунас, багато з них були розстріляні. 6 березня 1942 року Геббельс отримав копію протокола Ванзейської конференції, який передбачав політику повного знищення євреїв нацистами: все єврейське населення Європи мало бути відправлено до таборів смерті на території окупованої Польщі та розстріляно.

## Роль в історії й міжнародна оцінка
Самогубство Йозефа Геббельса унеможливило винесення проти нього вироку Нюрнберзьким трибуналом, як і у випадку з Адольфом Гітлером.
Одначе, тим що Нюрнберзький трибунал виніс обвинувальний вирок лідерам НСДАП як злочинній організації, що винна в геноциді й масовому винищуванні людей, а також, прямої причетності Геббельса до політики Третього Рейху й уходження в його вище керівництво, закликів до винищування представників невгодних національностей, підбурюванню до державної агресії, то немає сумнівів, що якби Геббельс став перед трибуналом, то йому було б винесено смертний вирок — так само, як й іншим керівникам НСДАП близького рангу.
Через цинічну пропаганду ім'я Геббельса стало прозивним, і порівняння з Геббельсом має на увазі навмисне перекручування фактів або неправда впереміш зі справжніми фактами.